# Пльзень-север
Пльзень-север (чеш. Okres Plzeň-sever) — один из 7 районов Пльзенского края Чешской Республики. Административный центр — город Пльзень (в состав района не входит).
Площадь — 1 286,79 кв. км., население составляет 74 856 человек. В районе насчитывается 98 муниципалитетов, из которых 10 — города.

## География
Расположен на северо-востоке края. В рамках края граничит с районами Пльзень-город и Пльзень-юг на юге, Рокицани на востоке и Тахов на западе. На северо-востоке граничит с районом Раковник Среднечешского края, на севере с устецким районом Лоуни; на северо-западе соседствует с районами Карловы Вары и Хеб Карловарского края.
На севере района находится завальное озеро Одлезельске, возникшее в 1872 году.

## Города и население
Данные на 2009 год:
| Город         | Население |
| ------------- | --------- |
| Ниржаны       | 7 166     |
| Тршемошна     | 4 820     |
| Горни-Бржиза  | 4 491     |
| Краловице     | 3 550     |
| Казнеёв       | 3 194     |
| Пласы         | 2 700     |
| Место-Тоушков | 2 048     |
| Кожланы       | 1 416     |
| Манетин       | 1 181     |
| Утеры         | 468       |

| Всего          | Женщин           | Мужчин           |
| -------------- | ---------------- | ---------------- |
| 74 856 (100 %) | 37 600 (50,23 %) | 37 256 (49,77 %) |

Средняя плотность — 58,17 чел./км²; 41,46 % населения живёт в городах.